# Айтуган (Мелеузовский район)
Айтуган (баш. Айтуған) — деревня в Мелеузовском районе Республики Башкортостан Российской Федерации. Входит в состав Мелеузовского сельсовета.

## География

### Географическое положение
Находится на берегу реки Белой.
Расстояние до:
- районного центра (Мелеуз): 8 км,
- центра сельсовета (Каран): 15 км,
- ближайшей ж/д станции (Мелеуз): 8 км.

## Население
| 2002 | 2009 | 2010 |
| ---- | ---- | ---- |
| 82   | ↗99  | ↗107 |

Национальный состав
Согласно переписи 2002 года, преобладающие национальности — татары (49 %), башкиры (46 %).